# Lynsey de Paul
Lynsey de Paul (Cricklewood, 11 de junio de 1948 - Chelsea (Londres), 1 de octubre de 2014; nacida como Lyndsey Monckton Rubin) fue una cantante y compositora británica de origen judío.

## Biografía
Compuso la canción Storm in a Teacup interpretada por el grupo The Fortunes, teniendo así su primer éxito en las listas británicas a principios de 1972. De Paul escribió "When You Gotta Go", un éxito de Solomon King  que fue versionado por "Los Albas" con el título "Adiós Amigo". Seis meses más tarde fue capaz de colocar otro tema en las lista, Sugar Me, esta vez por sí misma. De Paul también coescribió el primer éxito internacional de Barry Blue, "Dancin" (en un sábado por la noche) ", que alcanzó el puesto número 2 en la lista de singles del Reino Unido.
En 1974 fue la primera mujer en recibir el Premio Ivor Novello; Su canción "Won't Somebody Dance with Me" de 1973 recibió el premio en la categoría Mejor Balada. Ganó el mismo premio en 1975 con el sencillo "No Honestly", esta vez en la categoría de Mejor título.
Con la canción Rock Bottom, que escribió e interpretó junto a Mike Moran, participó en el Festival de la Canción de Eurovisión 1977 y terminó en segundo lugar. La canción alcanzó altos puestos en listas de éxitos de Alemania, Francia, los Países Bajos, Austria y Suiza.
En total, escribió 14 canciones, que entraron en las listas británicas entre 1972 y 1977. Además de su carrera musical, también trabajó como actriz en series de televisión y musicales.
En la década de 1980, Lynsey de Paul produjo dos álbumes clásicos con música de Handel y Bach. Entre las canciones destacadas escritas por De Paul en la década de 1980 se incluyen "No hace falta veranos" (Words Don't Mean a Thing) de Cadafal,  "A Little T.L.C." (grabada por Marlene, Menudo, Sam Hui y Kidd Video), "We Got Love", un éxito disco de "The Real Thing" y "There's No Place Like London", que se hizo famosa gracias a Shirley Bassey.
En 1992, lanzó un vídeo sobre defensa personal titulado Taking Control.  La banda 'Mice' de Julianne Regan grabó "Martian Man", escrita por De Paul como una canción en su EP de 1996 "The Milkman",  y ésta llegó a la lista oficial de sencillos del Reino Unido en mayo de ese año.
La larga contribución de De Paul a la industria musical fue reconocida en 2005 con el Premio Insignia de Oro de BASCA (actualmente la Academia Ivors). Posteriormente, el 30 de junio de 2006, se convirtió en directora de la Sociedad de Derechos de Interpretación (PRS), donde demostró ser una miembro activa y con una larga trayectoria. La PRS pasó a llamarse PRS for Music y, en 2009, De Paul fue reelegida para un segundo mandato de tres años. Formó parte del jurado británico en Eurovision 2012.
Mantuvo relaciones amorosas con James Coburn, Sean Connery, Dudley Moore, Roger Daltrey y Ringo Starr.
Lynsey de Paul murió el 1 de octubre de 2014, a la edad de 66 años, en un hospital de Londres después de una hemorragia cerebral.

## Discografía

### Sencillos
| Año  | Título                         | Posición en listas | Posición en listas | Posición en listas | Posición en listas | Posición en listas | Posición en listas | Posición en listas | Posición en listas | Posición en listas | Posición en listas | Posición en listas | Posición en listas |
| Año  | Título                         | UK                 | DE                 | CH                 | NL                 | IRE                | ES                 | AT                 | BE                 | SWE                | FR                 | AUS                | NOR                |
| ---- | ------------------------------ | ------------------ | ------------------ | ------------------ | ------------------ | ------------------ | ------------------ | ------------------ | ------------------ | ------------------ | ------------------ | ------------------ | ------------------ |
| 1972 | "Sugar Me"                     | 5                  | 16                 | -                  | 1                  | -                  | 1                  | 2                  | 1                  | 4                  | -                  | 4                  | -                  |
| 1972 | "Getting a Drag"               | 18                 | 48                 | -                  | -                  | -                  | -                  | -                  | -                  | -                  | -                  | -                  | -                  |
| 1973 | "All Night"                    | -                  | -                  | -                  | -                  | -                  | -                  | -                  | -                  | -                  | -                  | -                  | -                  |
| 1973 | "Won't Somebody Dance with Me" | 14                 | -                  | -                  | 21                 | 9                  | -                  | -                  | -                  | -                  | -                  | -                  | -                  |
| 1974 | "Ooh I Do"                     | 25                 | -                  | -                  | 16                 | -                  | -                  | -                  | 12                 | -                  | -                  | -                  | -                  |
| 1974 | "No, Honestly"                 | 7                  | -                  | -                  | -                  | -                  | -                  | -                  | -                  | -                  | -                  | -                  | -                  |
| 1975 | "My Man and Me"                | 40                 | -                  | -                  | -                  | -                  | -                  | -                  | -                  | -                  | -                  | -                  | -                  |
| 1977 | "Rock Bottom" (con Mike Moran) | 19                 | 4                  | 1                  | -                  | 7                  | -                  | 2                  | 11                 | 6                  | 10                 | -                  | 7                  |

### Álbumes
- Sugar Me (1972)
- Surprise (1973)
- Lynsey Sings (1973)
- Taste Me Don’t Waste Me (1974)
- Love Bomb (1975)
- Tigers and Fireflies (1978)
- Before You Go Tonight (1990)
- Just a Little Time (1994)
- Sugar and Beyond: Anthology 1972–1974 (2013)
- Into My Music: Anthology 1975–1979 (2013)
- Ten Best: Anthology (2015)